# LVStB – Bergamo és Udine
Az LVStB – Bergamo és Udine egy szerkocsisgőzmozdony-sorozat volt az osztrák-magyar Lombardisch-venetianischen Staatsbahn (LVStB) állami vasúttársaságnál.
Mindkét mozdonyt 1854-ben építette az LVStB veronai vasúti műhelyében. Az SB átvette ezeket a mozdonyokat és besorolta őket a 9. sorozata részeként. 1867-ben a mozdonyok a Strade Ferrate Alta Italia (SFAI) állományába kerültek, ahol a 208 és 209 pályaszámokat kapták. Közben a Rete Mediterranea-nál 2774 és 2475 pályaszámokkal új kazánt kaptak és megemelték a kazánnyomásukat 8 att-ra. A BERGAMO-t 1905-ben selejtezték, míg az egykori UDINE az FS állományába került 1811 pályaszámmal.

## Fordítás
- Ez a szócikk részben vagy egészben  a   LVStB – Bergamo und Udine című német Wikipédia-szócikk fordításán alapul.  Az eredeti cikk szerkesztőit annak laptörténete sorolja fel. Ez a jelzés csupán a megfogalmazás eredetét és a szerzői jogokat jelzi, nem szolgál a cikkben szereplő információk forrásmegjelöléseként. - Az eredeti szócikk forrásai szintén ott találhatóak.

## Külső hivatkozások
- A típus története számokban németül